# Elisabeth zu Mecklenburg

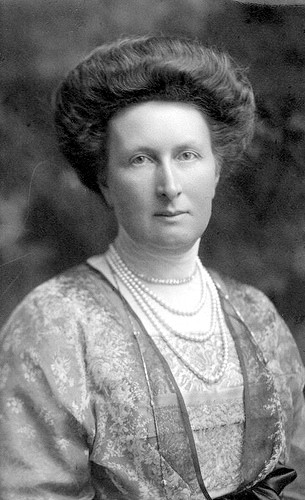
Großherzogin Elisabeth, geborene Herzogin zu Mecklenburg [-Schwerin]

Elisabeth Alexandrine Mathilde, Herzogin zu Mecklenburg [-Schwerin] (* 10. August 1869 in Schwerin; † 3. September 1955 in Schloss Schaumburg bei Diez) war eine Tochter des Großherzogs von Mecklenburg und durch Heirat und die Thronfolge ihres Ehemanns letzte Großherzogin von Oldenburg.

## Herkunft
Elisabeth Alexandrine Mathilde war das älteste Kind des Großherzogs Friedrich Franz II. von Mecklenburg [-Schwerin] (1823–1883) und dessen dritter Ehefrau Marie von Schwarzburg-Rudolstadt (1850–1922). Als ihr Vater starb, war sie 13 Jahre alt und hatte drei jüngere Brüder (Friedrich Wilhelm, Adolf Friedrich und Heinrich) sowie mit Friedrich Franz, Paul Friedrich, Marie, verheiratete Großfürstin von Russland, und Johann Albrecht vier erwachsene Halbgeschwister, von denen Friedrich Franz III. Großherzog wurde.

## Heirat und Kinder
Die 27-jährige Elisabeth heiratete am 24. Oktober 1896 in Schwerin den 44-jährigen, verwitweten Erbgroßherzog Friedrich August von Oldenburg (1852–1931). Friedrich Augusts erste Frau, Prinzessin Elisabeth Anna von Preußen, war am 28. August 1895 in Fulda verstorben. Aus dieser Ehe hatte er eine Tochter, Sophie Charlotte (1879–1964), die 1906 Eitel Friedrich, Prinz von Preußen, den zweitältesten Sohn von Kaiser Wilhelm II. heiratete.
Elisabeth und Friedrich August hatten fünf Kinder, ein Zwillingspaar starb kurz nach der Geburt:
- Nikolaus Friedrich Wilhelm von Oldenburg (* 10. August 1897 in Oldenburg; † 3. April 1970 in Rastede), der von seinem Vater entwickelte „Niki-Propeller“ für Schiffe wurde nach ihm benannt, ⚭ 1921 Helena (1899–1948), eine Tochter von Friedrich, Fürst zu Waldeck-Pyrmont.
- 2 Alexandrine u. Friedrich August von Oldenburg (* 25. März 1900 in Oldenburg; † 26. März 1900 in Oldenburg)
- Ingeborg Alix von Oldenburg (* 20. Juli 1901 in Oldenburg; † 10. Januar 1996 in Damp), ⚭ 1921 Prinz Stephan Alexander Victor von Schaumburg-Lippe (1891–1965)
- Altburg Marie Mathilde von Oldenburg (* 19. Mai 1903 in Oldenburg; † 16. Juni 2001 in Bad Arolsen), ⚭ 1922 Josias (1896–1967), ältester Sohn von Friedrich, Fürst zu Waldeck-Pyrmont

Als Großherzog Peter II. am 13. Juni 1900 starb, folgte ihm sein Sohn Friedrich August auf dem Thron und Elisabeth wurde die neue (und letzte) Großherzogin von Oldenburg. Elisabeth fühlte sich von ihrem Ehemann zunehmend vernachlässigt und unangemessen behandelt. 1904 begann sie ein Verhältnis mit dem Hauslehrer ihrer Kinder, das durch die Versetzung des Mannes unterbunden wurde.
Die Großherzogin war durch Einschaltung ihrer Familie und der mecklenburgischen Regierung bemüht, eine Trennungsregelung zu erreichen. Dass eine Scheidung auch bei regierenden Herrschern im Deutschen Reich möglich war, hatten die Scheidung des hessischen Großherzogs Ernst Ludwig 1901 von seiner Gattin Victoria Melita von Edinburgh und 1903 des sächsischen Kronprinzen/Königs Friedrich August III. von Luise von Österreich-Toskana gezeigt, wobei Luise vom sächsischen Hof geflohen war.

## Trennung
Eine neue Beziehung der Großherzogin mit Professor Johann Schütte (1873–1940) führte 1909 zur Planung ihrer Flucht aus Oldenburg. Der Großherzog ließ eine psychische Störung seiner Frau feststellen und sie Im Frühjahr 1909 in eine Klinik in der Schweiz nahe Konstanz verbringen. Da die Behörden der Schweiz nicht bei der Bewachung und Kontrolle der Großherzogin mitwirken wollten, erfolgte eine Weiterverlegung in die Klinik Hohe Mark nahe Frankfurt.
Die seit 1909 schwelende Ehekrise des Großherzogs führte zu schwer wiegenden dynastischen und politischen Verwerfungen zwischen den beteiligten Fürstenhäusern, die sich 1913/1914 zuspitzten. Nachdem Details an die Öffentlichkeit gedrungen waren und zu Mutmaßungen und Gerüchten geführt hatten, musste der Großherzog im Januar 1914 auf eine Eingabe oldenburgischer Landtagsabgeordneter reagieren, mit der er um größere Milde gegenüber seiner Frau ersucht wurde. Friedrich August drohte daraufhin mit der Auflösung des Landtags. Er hatte seine Frau unter Vormundschaft stellen lassen, ihre Rückkehr nach Oldenburg verboten, ihre Räume im Schloss ausräumen lassen und den Umgang mit ihren Kindern weitgehend unterbunden. Da Kaiser Wilhelm II. die von vielen Beratern befürwortete Scheidung verbot und die persönlichen Feindschaften die regierenden Häuser Mecklenburgs, Hessens und der Niederlande involvierten, drohten die Spannungen mit dem in Fürstenkreisen bis auf die Unterstützung Preußens weitgehend isolierten Friedrich August den Bundesrat zu sprengen.
Die Großherzogin lebte seit 1910 bei ihrer Mutter Marie auf Schloss Raben Steinfeld bei Schwerin. Als ihr Vormund wirkte seit Juli 1910 Prinz Albert von Schleswig-Holstein-Sonderburg-Augustenburg (1869–1931). Mit Zustimmung ihres Neffen Friedrich Franz IV. nahm sie am gesellschaftlichen Leben in Schwerin weitgehend ungehindert teil. Der Umgang mit ihren Kindern war bis 1914 sehr stark eingeschränkt.
1931 verstarb ihr Ehemann, ihre drei Kinder waren seit 1922 verheiratet.
1937 nahm sie mit etlichen Mitgliedern des Schwerinschen Hauses und ihrem Sohn, Schwiegertochter und Enkelin an der Hochzeit ihrer Nichte, der niederländischen Kronprinzessin Juliana, der Tochter ihres 1934 verstorbenen Bruders Heinrich,  mit Prinz Bernhard teil.
1945 floh Elisabeth zu ihren Kindern nach Westdeutschland und starb 1955 am Wohnsitz ihrer jüngeren Tochter. Sie wurde im Großherzoglichen Mausoleum auf dem Gertrudenfriedhof in Oldenburg beigesetzt.

## Auszeichnungen
- Hausorden der Wendischen Krone Großkreuz-Dame
- Russischer Orden der Heiligen Katharina
- Nişan-ı Şefkat, 1. Klasse[2]
- Rote Kreuz-Medaille (Preußen), I. und III. Klasse[3]

## Schiffe mit ihrem Namen
- Nach Elisabeth wurde 1901 das erste Schulschiff Großherzogin Elisabeth des Deutschen Schulschiff-Vereins benannt, dessen Schirmherr der Großherzog war. Das Paar konnte an der Taufe des Vollschiffs am 7. März 1901 wegen einer Erkrankung des Großherzogs nicht teilnehmen. Als Reparationsleistung wurde das Schiff nach dem Zweiten Weltkrieg an Frankreich ausgeliefert und ist in Dünkirchen als  Museumsschiff Duchesse Anne erhalten.
- Die Herzogin Elisabeth (Schiff, 1902) war eine Regierungsyacht des Kaiserlichen Gouvernements Kamerun.
- Seit 1982 verfügt die Seefahrtsschule in Elsfleth über einen 1909 gebaute Dreimastschoner Großherzogin Elisabeth, der zuvor Ariadne hieß und als San Antonio in den Niederlanden gebaut worden war.

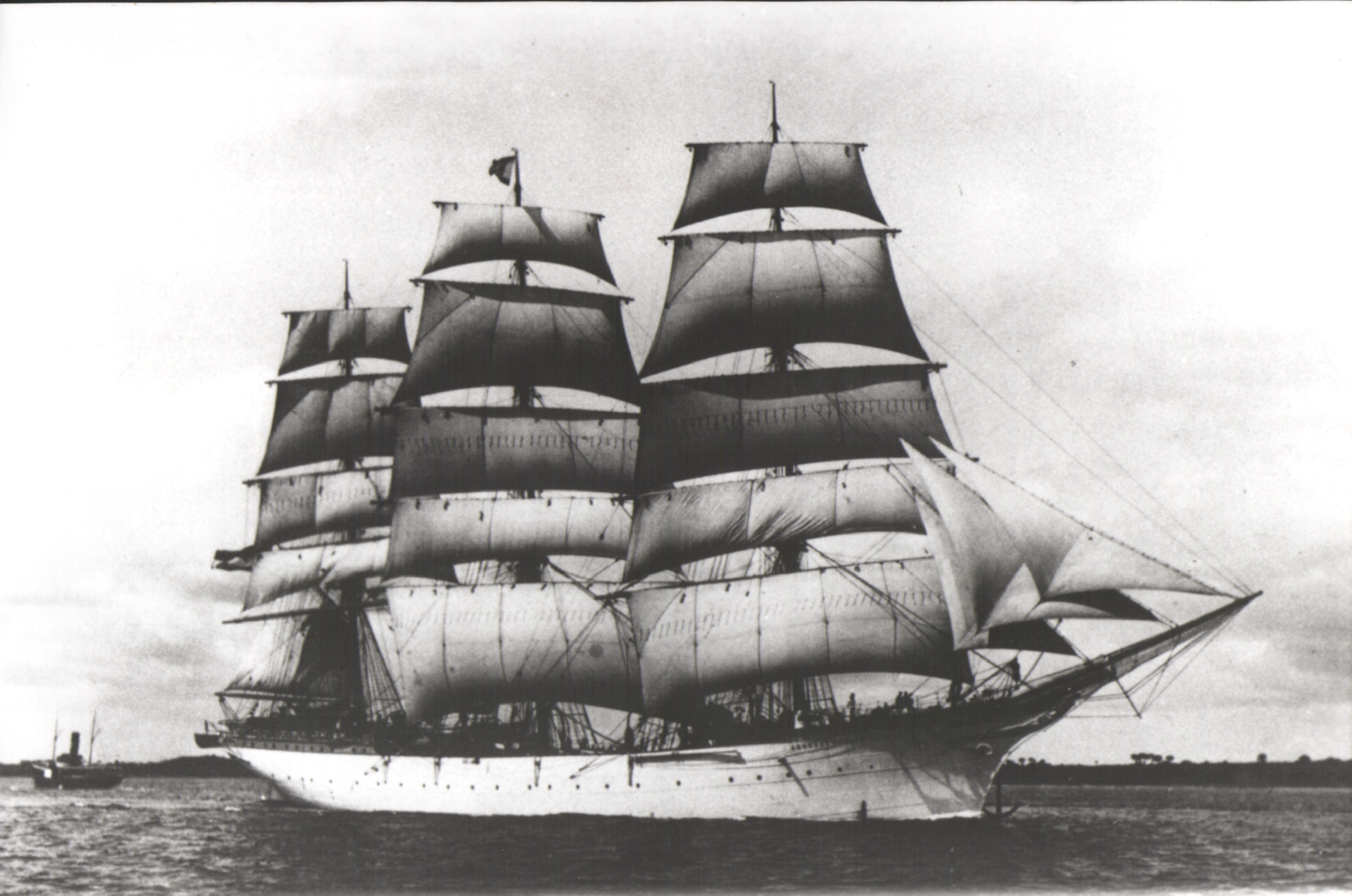
Großherzogin Elisabeth 1913, alle Segel gesetzt
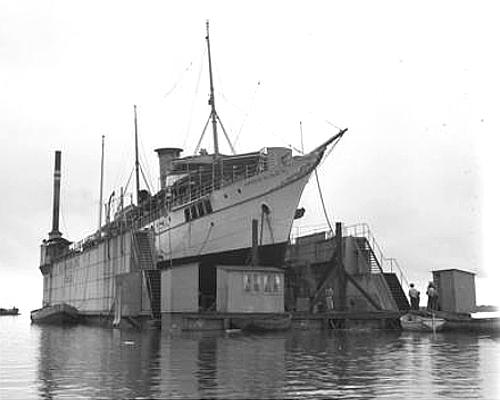
Herzogin Elisabeth 1904 im Woermann-Dock in Duala, Kamerun
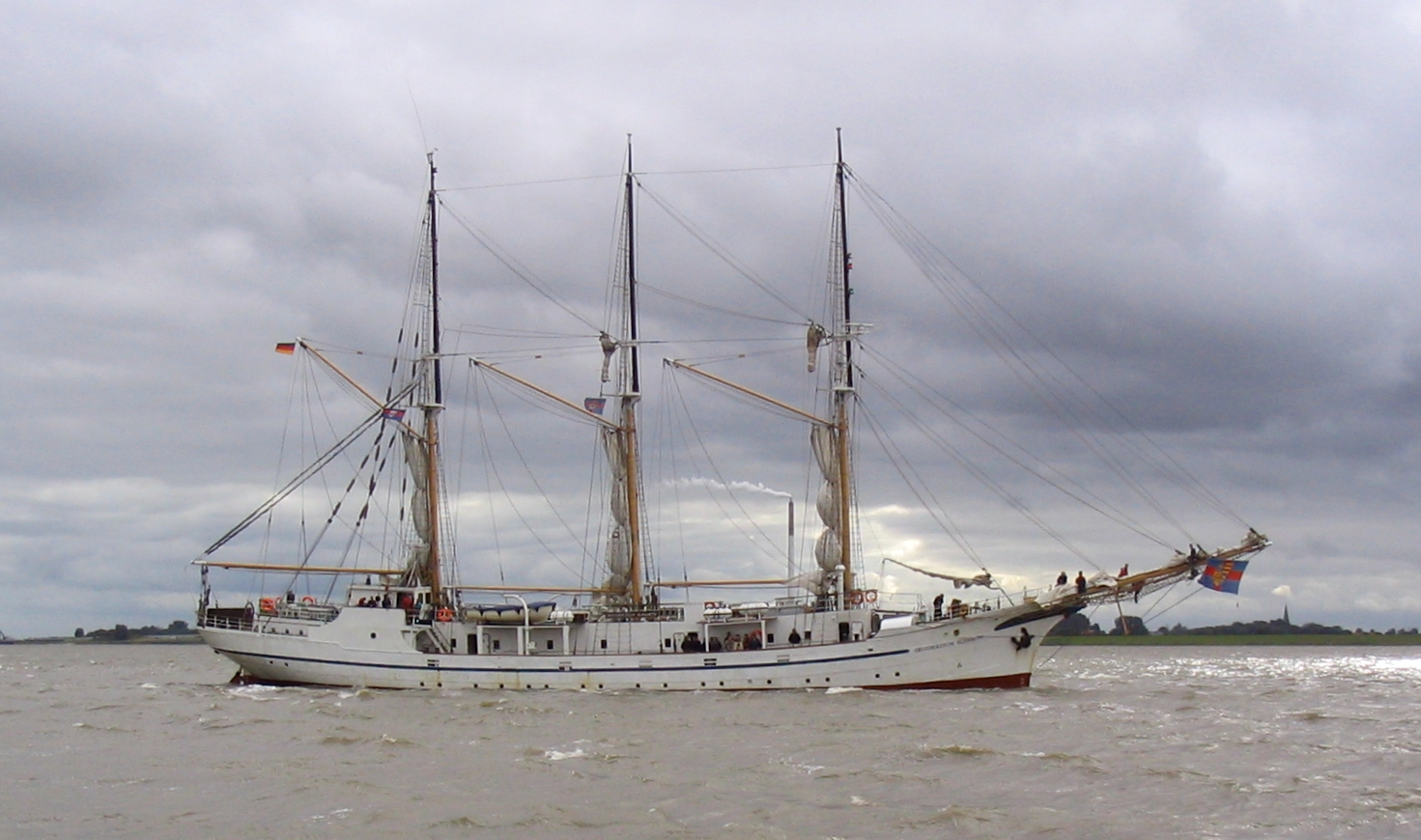
Großherzogin Elisabeth 2005 zur Sail in Bremerhaven